# Conocephalus brevipennis
Conocephalus brevipennis är en insektsart som först beskrevs av Scudder, S.H. 1862.  Conocephalus brevipennis ingår i släktet Conocephalus och familjen vårtbitare. Inga underarter finns listade i Catalogue of Life.